# NGC 5976A
NGC 5976A је спирална галаксија у сазвежђу Змај која се налази на NGC листи објеката дубоког неба.
Деклинација објекта је + 59° 34' 0" а ректасцензија 15h 36m 7,2s. Привидна величина (магнитуда) објекта NGC 5976 износи 14,6 а фотографска магнитуда 15,4. NGC 5976A је још познат и под ознакама UGC 9934, MCG 10-22-23, CGCG 297-20, PGC 55561.